# Бенино-израильские отношения
Израильско-бенинские отношения — двусторонние международные исторические и настоящие дипломатические, политические, экономические, военные, культурные и иные отношения между Бенином и Израилем.
В настоящее время между странами налажены официальные дипломатические отношения. Израиль представлен в Бенине нерезидентным послом, который работает в Абиджане, столице Кот-д’Ивуара.

## История
Отношения между двумя странами были установлены вскоре после провозглашения независимости Бенина в августе 1960 года. В те годы в Бенине (также как и в некоторых других африканских странах) работали израильские военные инструкторы и советники по развитию. Однако, под давлением африканских мусульманских стран связи были разорваны в 1969 году по инициативе бенинского правительства. Отношения были восстановлены в июле 1992 года.
В 2007 году Бенин был одной из четырёх африканских стран (также Либерия, Руанда и Бурунди), с которой Израиль подписал соглашение об экономическом сотрудничестве. Кроме того, страны договорились о сотрудничестве в сфере коммуникаций, водных ресурсов, электроснабжения, дорожного строительства и развития. Часть проектов финансировалась ООН и Всемирным Банком.
В 2008 году Бенин был одной из стран, с которой кабинет Эхуда Ольмерта и глава израильского МИД Ципи Ливни вели переговоры о принятии нелегальных африканских мигрантов из Израиля.
В декабре 2008 года посол Израиля в ООН Габриэла Шалев подписала соглашение с Программой ООН по развитию. Согласно этому соглашению Израиль будет оказывать помощь Бенину и Сенегалу: разработанные в еврейском государстве технологии управления водными ресурсами будут помогать развивающимся африканским странам бороться с голодом. Кроме того, будет оказываться помощь в сельском хозяйстве, поставках продовольствия, здравоохранении и образовании.
С 16 по 22 декабря 2010 года Израиль посетила делегация из 8 человек из Бенина (совместно с официальными представителями Ганы). Среди членов делегации были министр здравоохранения Ганы, израильский консул в Бенине, а также лидеры христианской и мусульманской общин обеих стран.
В декабре 2016 года в Иерусалиме прошел первый сельскохозяйственный саммит с участием 7 министров иностранных дел и нескольких высших официальных лиц африканских государств. На саммите также присутствовала бенинская делегация. Во время конференции под руководством министра сельского хозяйства Израиля Ури Ариэля африканцы изучили опыт израильских фермеров, в особенности, о работе в засушливых условиях.
В 2017 году глава израильского правительства Биньямин Нетаньяху был приглашен на африканский саммит ECOWAS. Тогда лидеры Бенина, наряду с президентами Нигерии, Нигера и королём Марокко не приехали на саммит.
В декабре 2017 года парламентская группа из Бенина посетила Израиль и её представитель выступил в Кнессете. Это первый в истории визит главы бенинского парламента в Израиль. На двусторонней встрече обсуждались вопросы политического и экономического сотрудничества.